# ぬくもり
「ぬくもり」は、HOME MADE 家族の通算19作目のシングル。2010年10月27日に キューンレコードから発売された。

## 概要
- PVには「YOU 〜あなたがそばにいる幸せ〜」に続き木下優樹菜が出演している。
- CDジャケットも「YOU 〜あなたがそばにいる幸せ〜」同様、初回生産限定盤には木下優樹奈、通常盤にはメンバーの写真が起用されている。
- 初回生産限定盤には「ぬくもり」のPVが収録されたDVDが封入されている。

## 収録曲
1. ぬくもり [5:08]
作詞：KURO・MICRO・U-ICHI、作曲：KURO・MICRO・U-ICHI・藤本和則
2. 未来オーライ [5:43]
作詞：KURO・MICRO・U-ICHI、作曲：KURO・MICRO・U-ICHI・狩野佑次
  - 地上デジタル東海地区2010年キャンペーンソング
3. ぬくもり（Instrumental）

DVD（初回限定盤のみ）
1. ぬくもり（Music Video）